# Coupe-frites

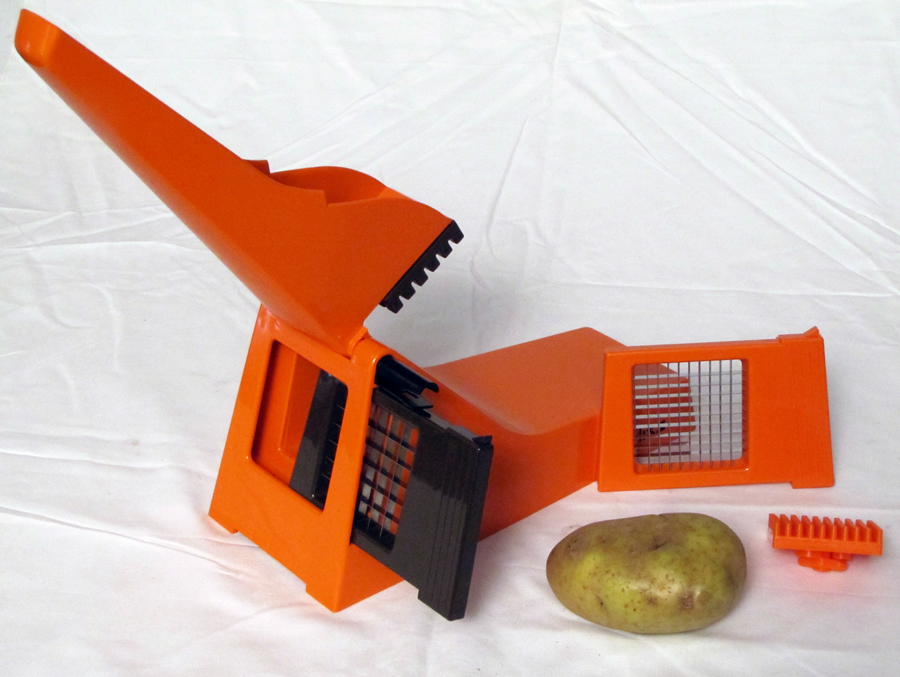
Coupe-frite des années 1960.

Le coupe-frites est un ustensile de cuisine conçu pour découper les pommes de terre en bâtonnets en vue de la préparation des frites.
Cet ustensile manuel dispose généralement d'une presse à levier qui permet de minimiser l'effort de l'utilisateur et de plusieurs grilles interchangeables pour réaliser différentes tailles de frites. 